# Duda Balje
Duda Balje (Prizren, 16. listopada 1977.), kosovska je političarka bošnjačkog porijetla, predsjednica Socijaldemokratske unije (SDU).

## Životopis
Duda Balje je rođena 1977. u Prizrenu kao Duda Koska. Njena obitelj je porijeklom iz Gore, odakle su se odselili u Prizren njeni djeda i baka. Kasnije je sa svojom obitelji živjela u Novom Sadu, da bi se vratili u Prizren zbog bojazni njenih roditelja da se ne uda za nemuslimana. Po povratku u Prizren ubrzo upoznaje svog budućeg supruga i udaje se u svojoj 17 godini. Diplomirala je na Ekonomskom fakultetu u Novom Sadu, magistrirala je bussines ekonomiju i doktorirala na Sveučilištu Edukons u Novom Sadu u oblasti upravljanja ljudskim resursima. Radila je kao menadžer u bolnici za ginekologiju Genesis u Beogradu, zatim kao asistent generalnog ravnatelja Fabrike šećera u Novom Sadu i bila je član upravnog odbora Hidroregjioni Jugor iz Prizrena.

### Politička karijera
Pristupila je Demokratskoj stranci Bošnjaka, koja je dio bošnjačke političke koalicije Vakat na Kosovu, s kojom učestvuje na izborima 2010. godine za poslanike Skupštine Republike Kosovo. Koalicija Vakat osvaja dva mandata i Balje postaje poslanik ispred bošnjačke zajednice. Poslanički mandat Balje osvaja i na parlamentarnim izborima 2014. i 2017. godine. Nakon izvanrednih parlamentarnih izbora 2019. godine, na kojima ponovo dobiva poslanički mandat, Duda Balje odlučuje da napusti Demokratsku stranku Bošnjaka i osnuje novu stranku, Socijaldemokratsku uniju (SDU). Stranka je registrirana siječnja 2020. godine, a Duda Balje je postala njena predsjednica. Na izvanrednim parlamentarnim izborima 2021. godine Socijaldemokratska unija je osvojila 2.549 glasova, čime je Balje dobila jedan poslanički mandat ispred bošnjačke zajednice, nakon što je Središnje izborno povjerenstvo poništilo 4.205 glasova koje je osvojila Ujedinjena zajednica Adrijane Hodžić u većinski srpskim sredinama.

## Kontroverze
Predsjednik Stranke demokratske akcije (SDA) Kosova, Numan Balić, izjavio je ožujka 2021. da Duda Balje nije legitimni predstavnik Bošnjaka jer je ona Goranka. Balje govori ekavskim izgovorom srpskog jezika, međutim, ona ga naziva bosanskim jezikom. Godine 2013. Duda Balje je izjavila da buduća Zajednica srpskih općina, čije je osnivanje dogovoreno Briselskim sporazumom, neće biti nevladina organizacija, već da će imati šire nadležnosti. Kasnije je promijenila mišljenje, poredeći Zajednicu srpskih općina s entitetom Republika Srpska u Bosni i Hercegovini i kako je ona u suprotnosti s Ustavom Republike Kosovo.

## Vanjske povezice
- Duda Balje na stranici kuvendikosoves.org